# Roxana Méndez
Roxana Méndez de Obarrio (Santiago de Chile, 14 de marzo de 1958) es una política y psicóloga panameña nacida en Chile. Fue elegida vicealcaldesa del distrito de Panamá en 2009 y ejerció el cargo hasta 2012, con su toma al cargo de alcaldesa por la renuncia del entonces alcalde Bosco Vallarino. Se mantuvo en el cargo hasta 2014. También ocupó el cargo de ministra de Gobierno entre 2010 y 2012.

## Vida profesional
Se graduó como licenciada en psicología con especialización en el estudio de la niñez y adolescencia en la Universidad de Panamá. Su labor como trabajadora social, con énfasis en la atención de niños, creó en 1992 la fundación Casa Esperanza, en la que proporcionó asistencia y educación a niños de las calles. Fue directora ejecutiva de la ONG hasta junio de 2010. Casa Esperanza se ha convertido en una organización con centros de atención integral en todo el país, con presencia en más de 100 escuelas y que atiende a más de 7000 niños y jóvenes. 
Además fue consultora para estudios de Diagnóstico y Diseño de Políticas Públicas para el Desarrollo para la UNICEF, Save the Children, la Organización de Estados Americanos y el Ministerio de Educación.

## Vida política
Se inscribió en diciembre de 2004 en el partido Cambio Democrático. Tras conversaciones entre dirigentes de Cambio Democrático y el Partido Panameñista de cara a las elecciones generales de 2009, Méndez se convierte en compañera de fórmula del panameñista Bosco Vallarino a la alcaldía del distrito de Panamá por parte de la "Alianza por el Cambio".
Vallarino logró ser electo alcalde, sin embargo, una impugnación relativa a una posible doble nacionalidad impidió que este asumiera temporalmente como alcalde, por lo que Roxana Méndez debió asumir interinamente el cargo del 1 de julio al 21 de julio de 2009.
Tras la resolución del impedimento, Méndez asume el cargo de vicealcaldesa hasta noviembre de 2009, en el que por fricciones con el alcalde Bosco Vallarino toma distancia en sus labores alcaldicias y retoma brevemente su labor privada; hasta que el 15 de abril de 2010 el presidente Ricardo Martinelli la nombró ministra de Gobierno.
Con la creciente fricción entre panameñistas y miembros de Cambio Democrático, se revivió la disputa de la doble nacionalidad de Bosco Vallarino, provocando que este renunciara el 12 de enero de 2012 por razones de salud, aunque con un trasfondo de presiones y que desencadenaron el rompimiento de la alianza política entre ambos partidos. Roxana Méndez decidió renunciar al cargo de ministra y asumió el cargo como alcaldesa del distrito capital, tras la renuncia de Vallarino.

### Candidata a la reelección
El 27 de junio de 2013 Méndez oficializó sus intenciones de reelegirse como alcaldesa de cara a las elecciones primarias de Cambio Democrático, el 9 de septiembre.  Tuvo como principal rival al ministro de Desarrollo Social, Guillermo Ferrufino, quien tenía mejores posibilidades de ganar la candidatura, pero que por razones de salud en julio de 2013 renunció repentinamente a sus aspiraciones políticas en 2014.
Sin rivales de peso, Méndez logró ganar la candidatura en las primarias de manera amplia sobre sus otros dos contrincantes, que tenían un historial político desconocido; obteniendo 17 499 votos, lo que representó el 86,37% de los votos emitidos.
En las elecciones generales de mayo de 2014 falló en su reelección al quedar relegada en tercer lugar obteniendo el 29% de los votos, siendo superada por José Isabel Blandón del Partido Panameñista al obtener el 35% de los votos.

### Autoridad Nacional de Descentralización
Roxana Méndez fue nominada por el Presidente de Panamá José Raúl Mulino, para ,ser  la directora general de la Autoridad Nacional de Descentralización. 
y posteriormente fue ratificada por la Asamblea Nacional en el año 2024.

## Reconocimientos
- Mujer del año 2004 en la categoría Servicio Comunitario por Glamour en español.
- Mujer destacada del año 2006 por la Asociación Panameña de Ejecutivos de Empresa.